# Довгопілля
Довгопі́лля — село у Конятинській сільській громаді Вижницького району Чернівецької області України.

## Географія
Довгопілля розташована на березі річки Білий Черемош, на протилежній стороні річки село Довгополе Верховинського району.

## Історія
З 1991 року село в складі незалежної України.
26 січня 2017 року шляхом об'єднання Довгопільської, Конятинської та Яблуницької сільських рад село увійшло до Конятинської сільської громади.

## Населення

### Мова
Рідна мова населення за даними перепису 2001 року:
| Мова       | Чисельність, осіб | Доля     |
| ---------- | ----------------- | -------- |
| Українська | 1 222             | 99,59 %  |
| Інші       | 5                 | 0,41 %   |
| Разом      | 1 227             | 100,00 % |

## Відомі люди
В селі народилися:
- Добржанський Олександр Володимирович — український історик. Доктор історичних наук. Професор. Дослідник історії Буковини XIX—ХХ століть, історії соціальних рухів на західноукраїнських землях XIX—ХХ століть. Член правління Національної спілки краєзнавців України, голова її Чернівецької обласної організації;
- Романович Теофіля Теодорівна — драматична акторка і організаторка театру, родом з Галичини. Сестра Марії Романович.
- Паучек Юрій Ілліч — майстер художньої обробки деревини, член Національної спілки майстрів народного мистецтва України (2008), Заслужений майстер народної творчості України (2012);
- Буняк Валентина Юрівна — літератор, педагог, громадсько-політична діячка;
- Плегуца Матвій Дмитрович (27 січня 1950 р.) — український медик, заслужений працівник охорони здоров'я, заслужений лікар України. Народився в с. Довгопілля Путильського району в багатодітній родині. У 19 років розпочав трудову діяльність фельдшером у селах Голошина, Довгопілля, Сергії. Після служби у Радянській Армії вступив до Чернівецького медичного інституту і водночас працював фельдшером швидкої допомоги у Чернівцях. У 1979 р. — лікар-інтерн у Новоселицькій райлікарні, з того ж року по 1984 р. — лікар-хірург Сторожинецької центральної районної лікарні. У 1984—1986 рр. — клінічний ординатор кафедри хірургії Чернівецького медичного інституту. З 1986 р. — лікар-хірург Сторожинецької ЦРЛ, у 1991 р. завідувач хірургічним відділенням, з 1992 р. — головний лікар райлікарні.

Автор 8 наукових праць, 5 винаходів, 19 раціоналізаторських пропозицій. Однією з основних був перехід роботи центральної районної лікарні на засади загальної практики — сімейної медицини. Вперше в Україні запропонував новий тип медичного закладу — медпункт сімейного лікаря, який взято за основу реформування сільської медицини. Вже збудовано 15 таких закладів. Пропозиція запатентована Патентним бюро при Міністерстві охорони здоров'я України. 6 разів обирався депутатом Чернівецької обласної ради. Нагороджений орденом "За заслуги ІІІ ступеня, лауреат премії ім. Володимира Залозецького.

## Світлини

### Світлини села

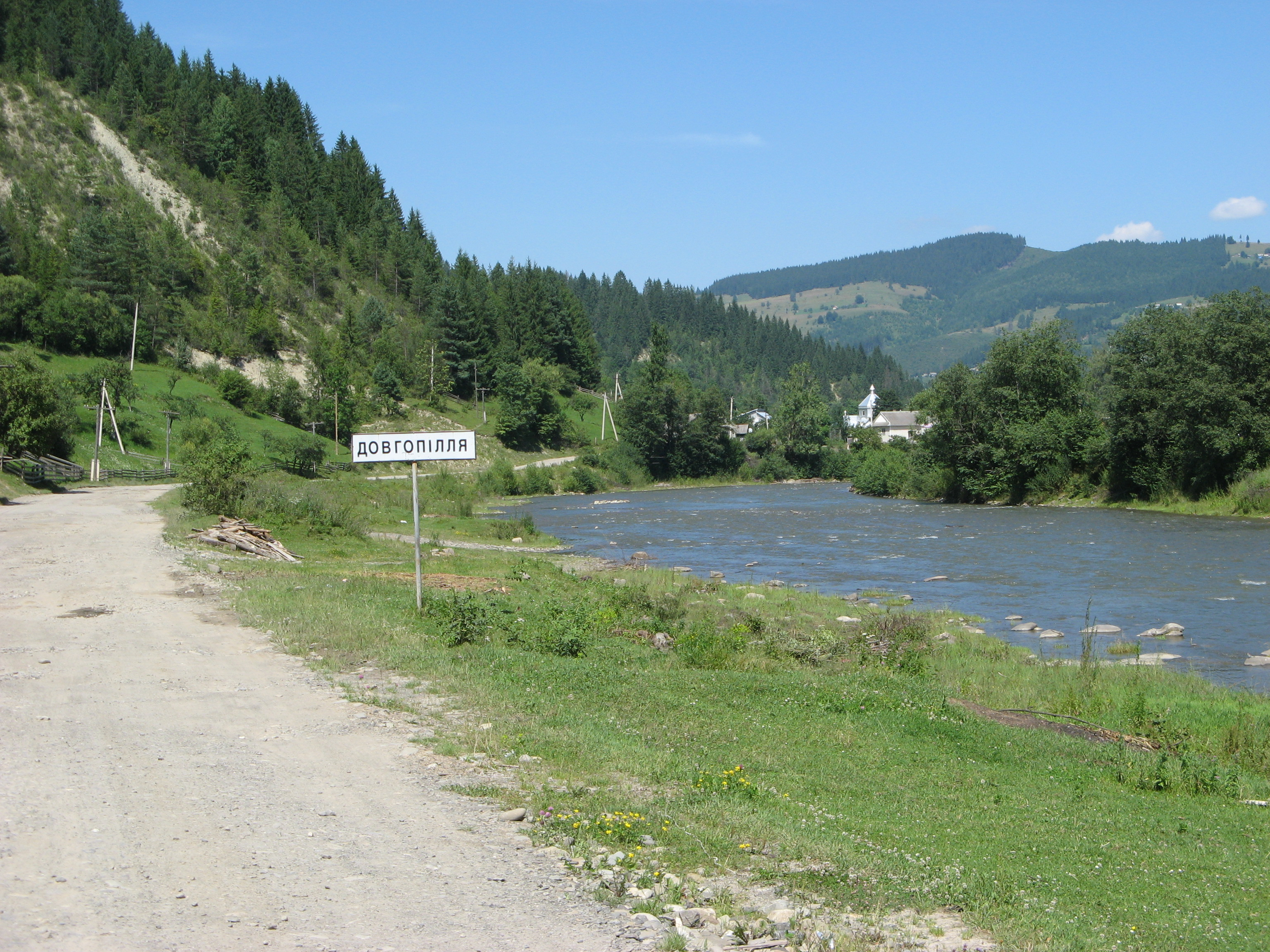
Початок села
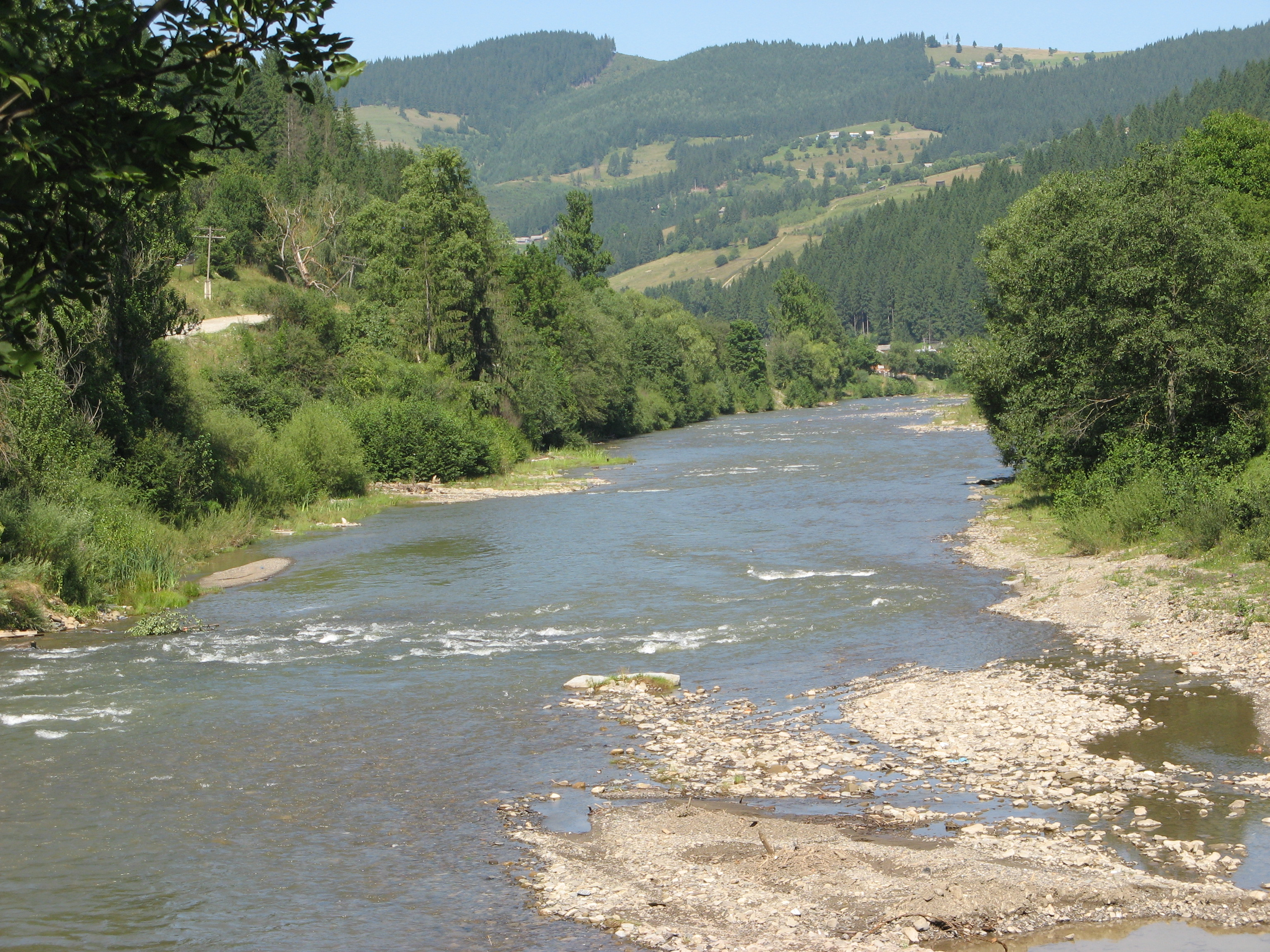
Білий Черемош біля села Довгопілля
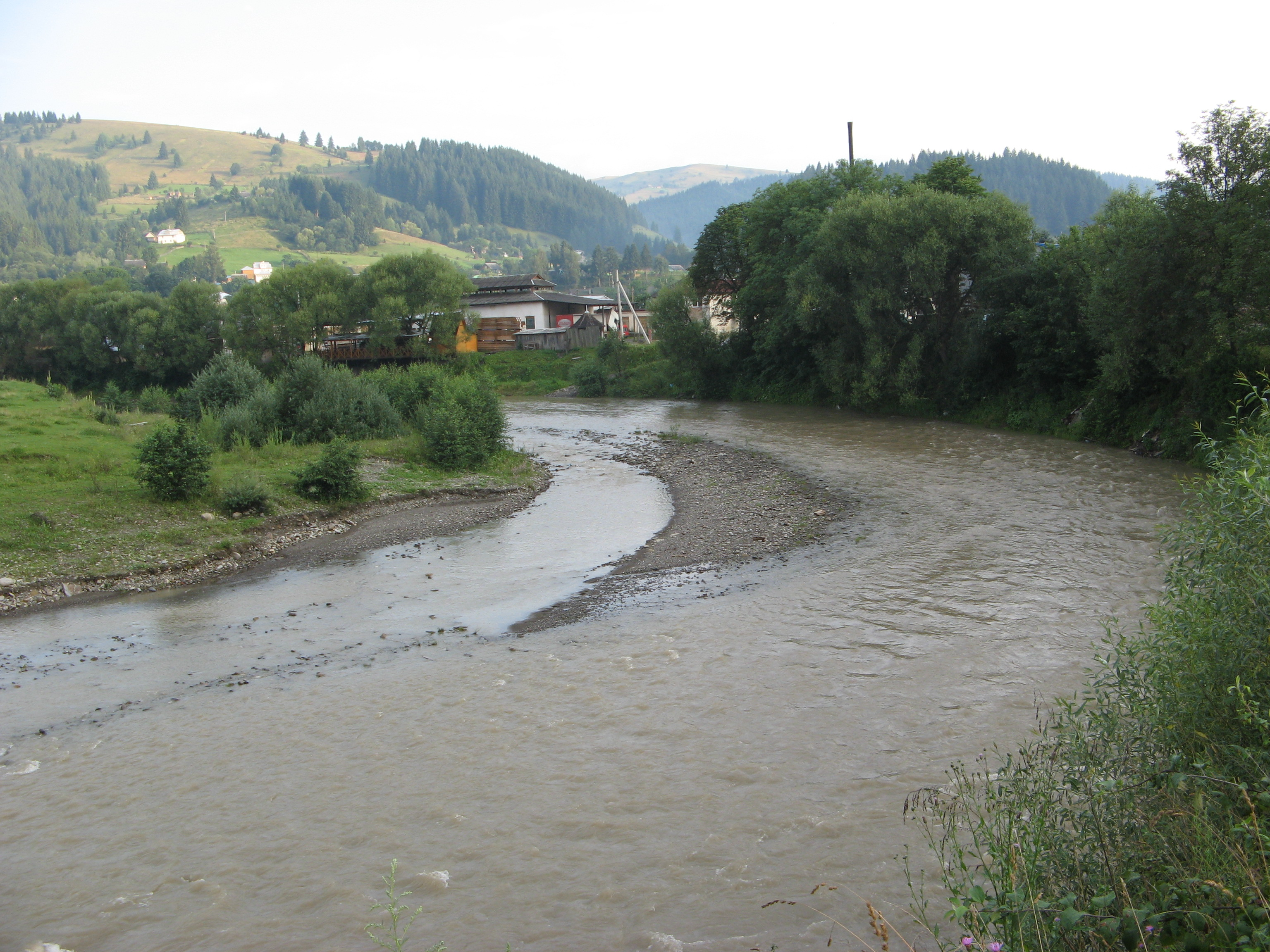
Паводок на Білому Черемоші біля села
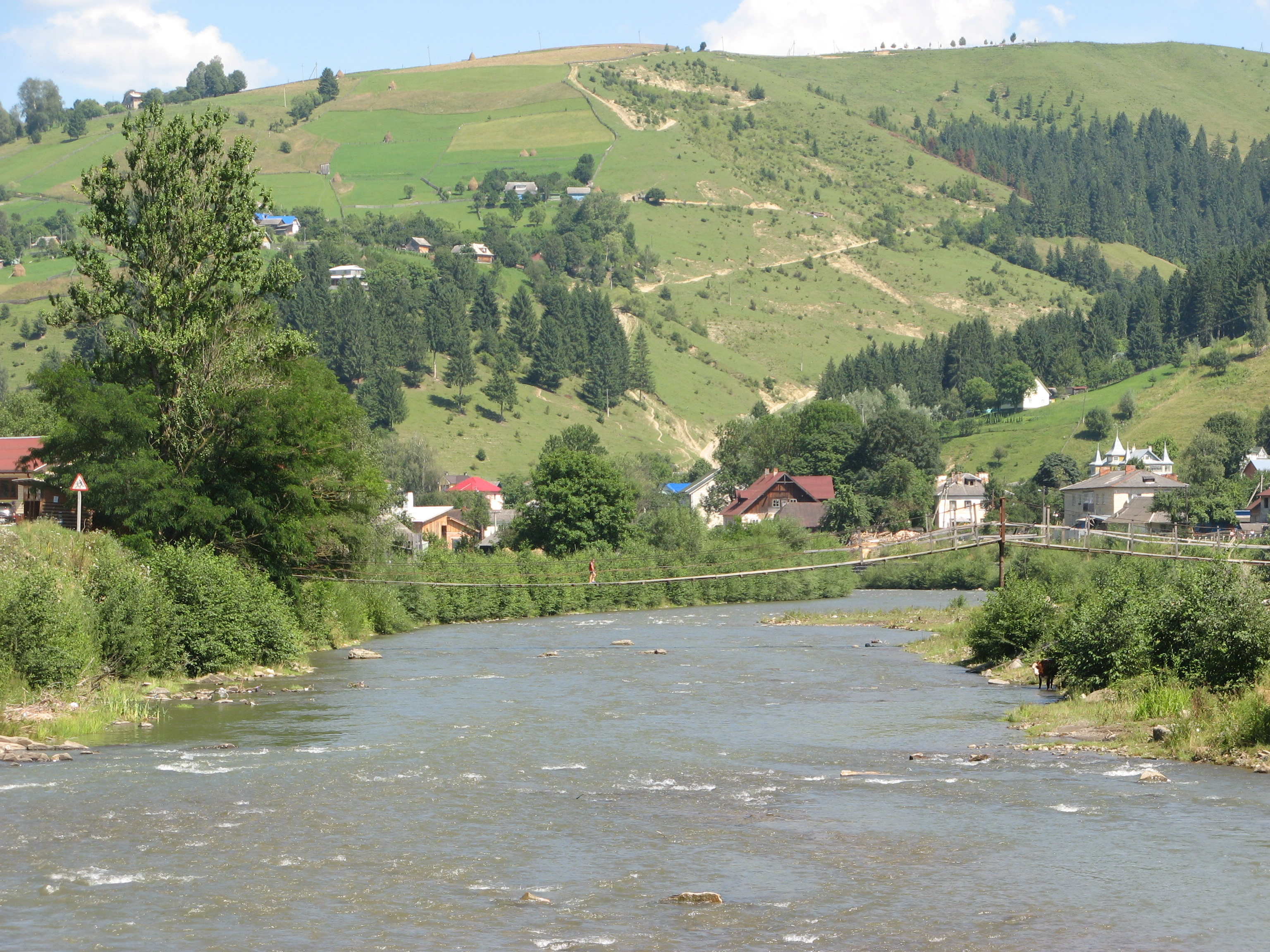
Білий Черемош в селі
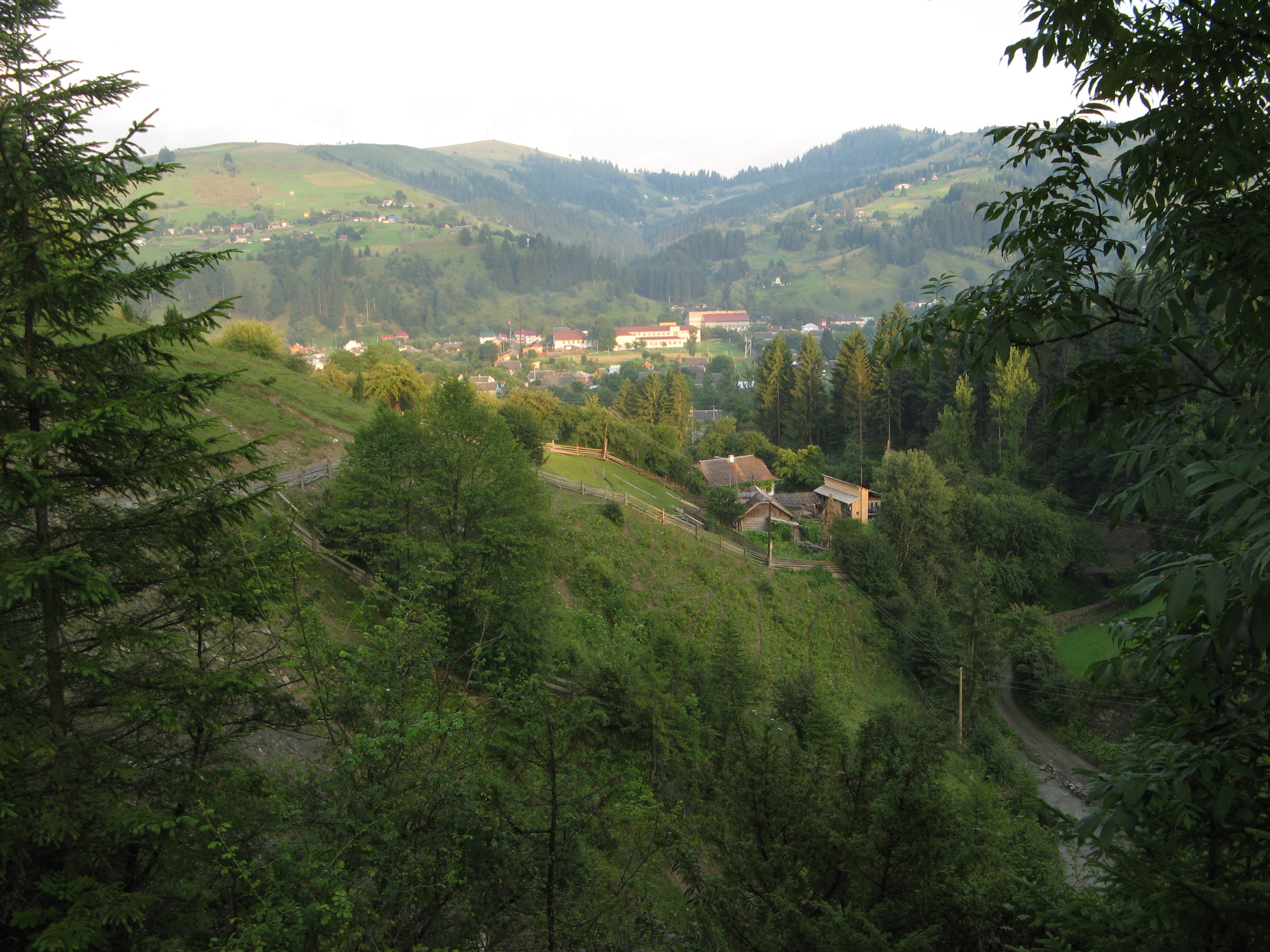
Вид на Довгопілля з села Кохан
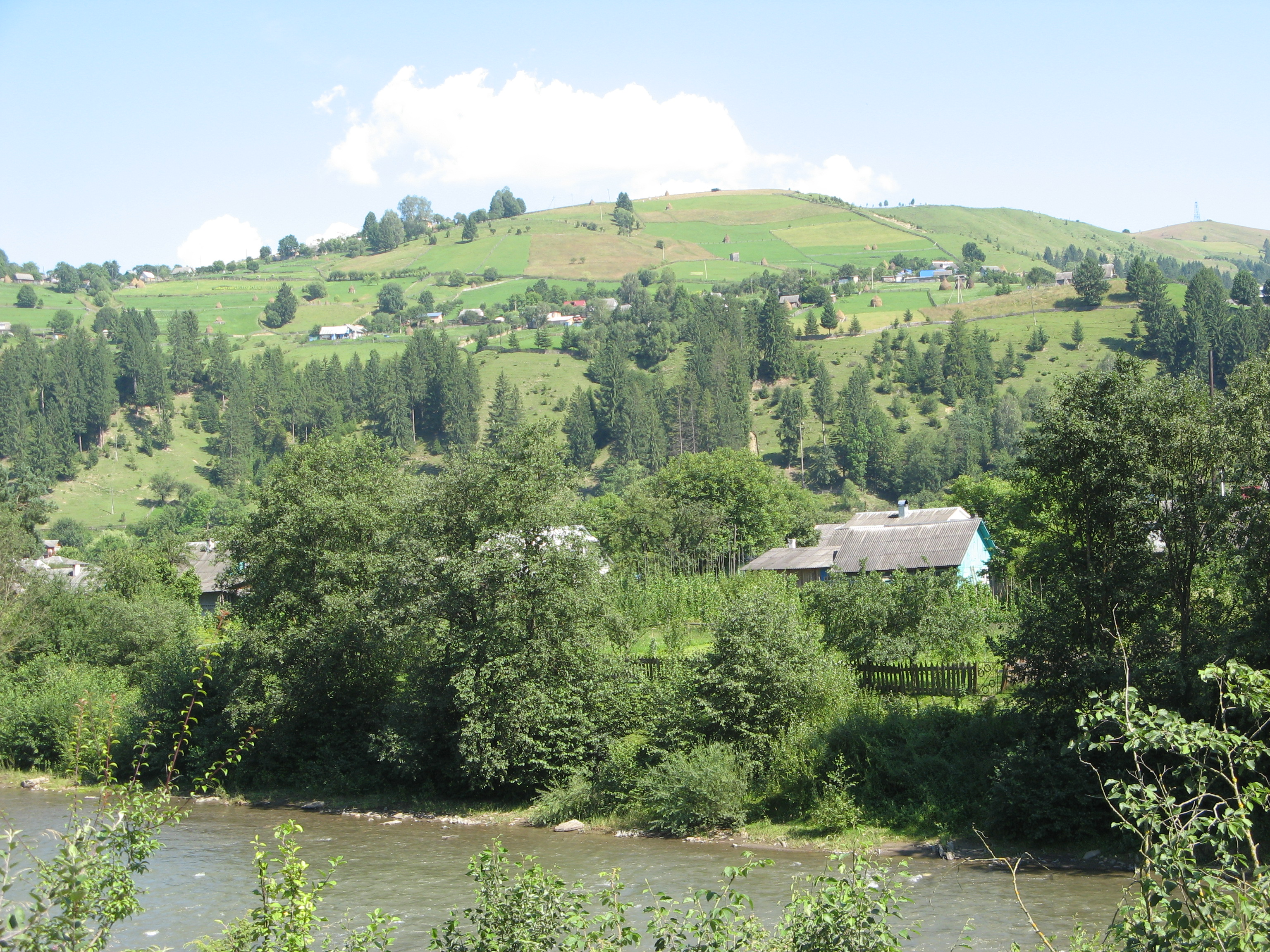
Ландшафти села

### Світлини церкви

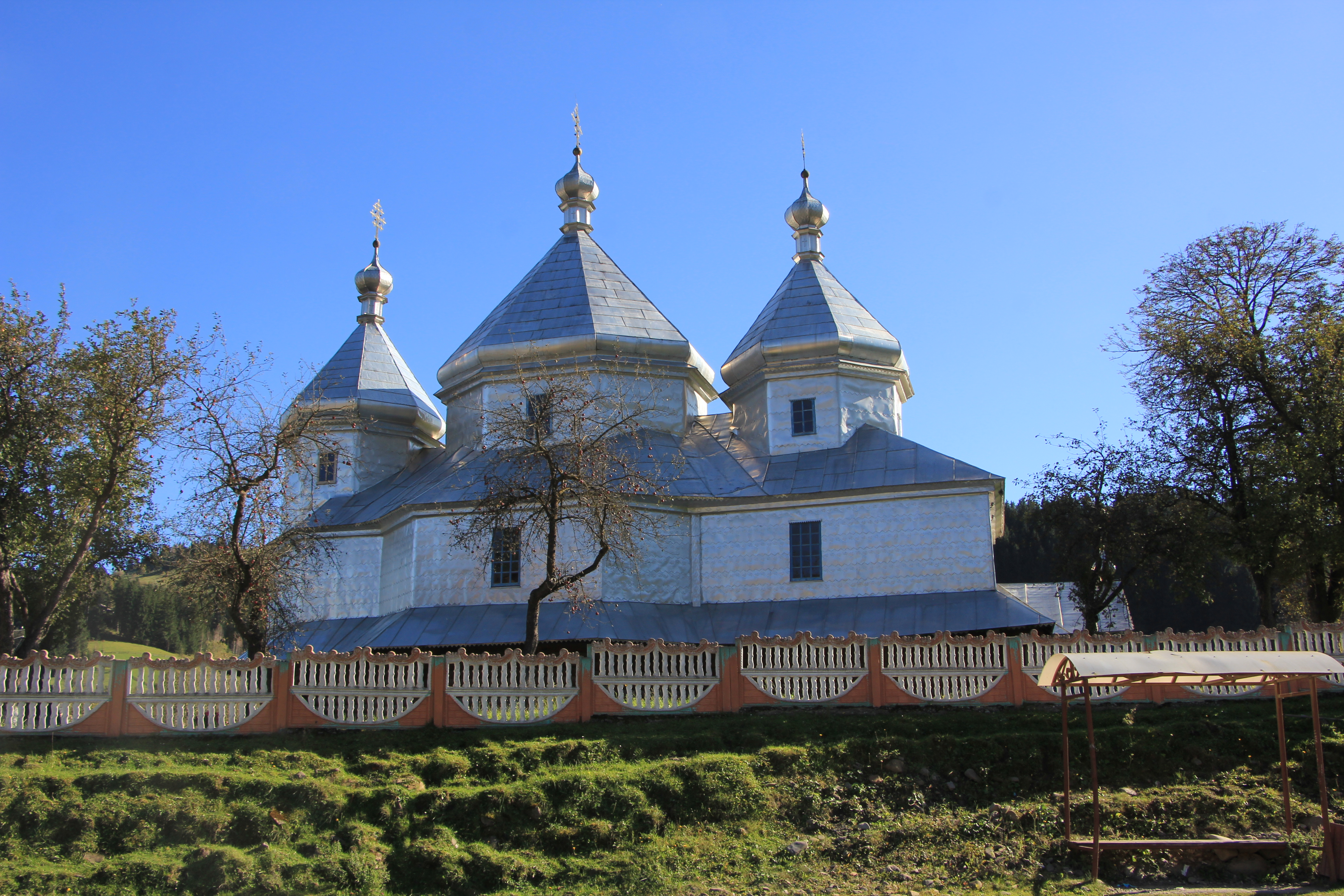
Дерев'яна церква Св. Дмитра 1877р.
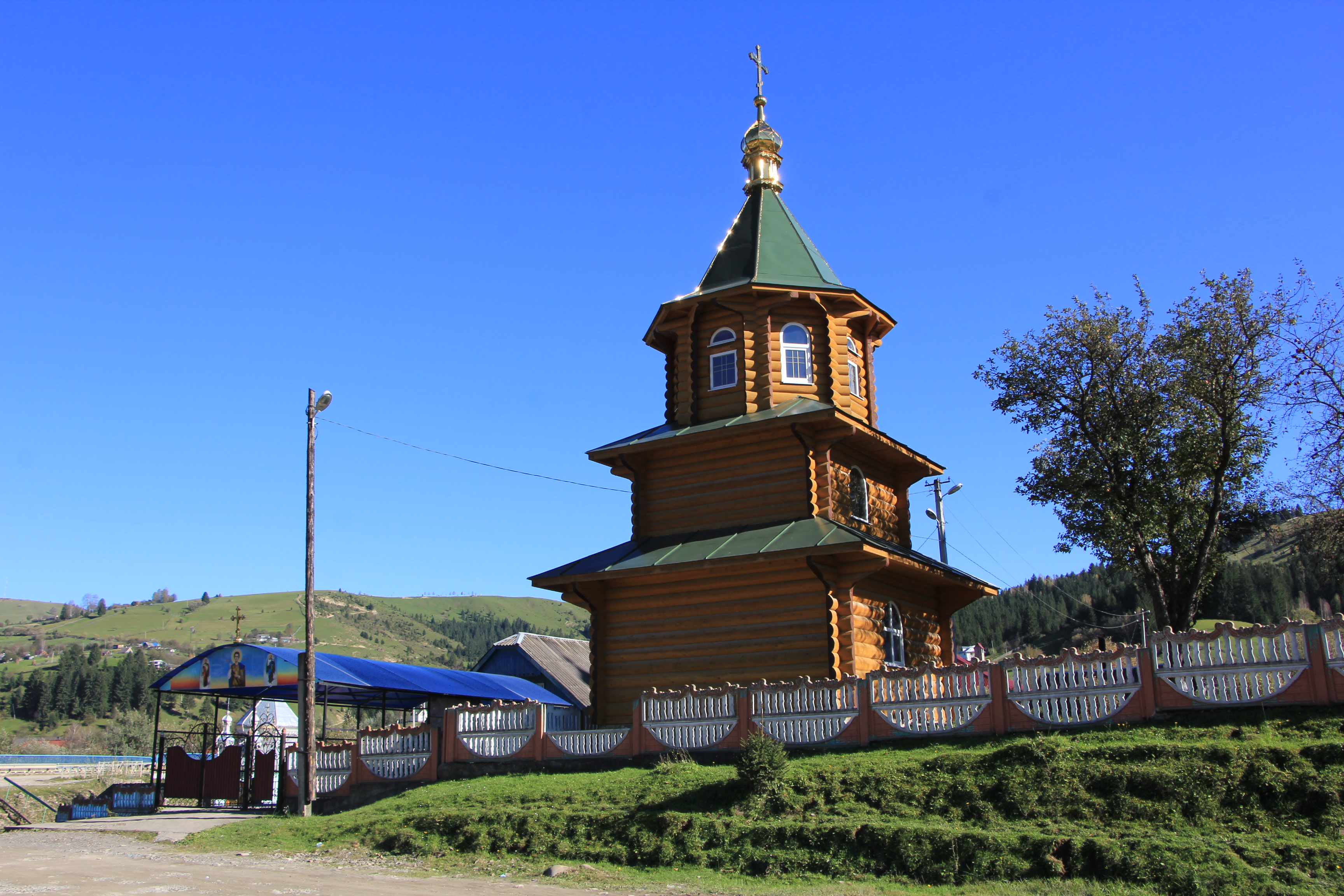
Дерев'яна церква Св. Дмитра 1877р.Нова дзвіниця.
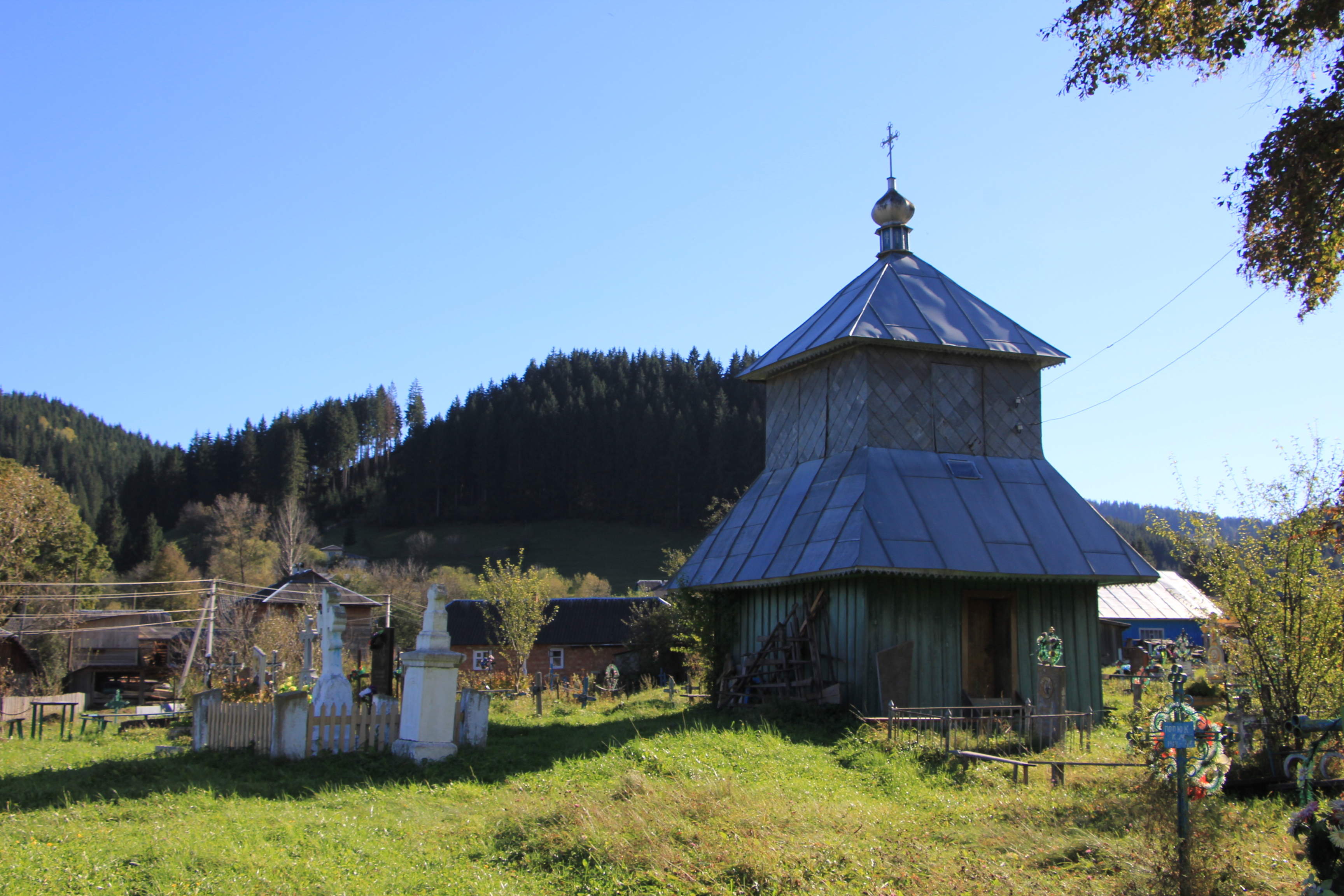
Дерев'яна церква Св. Дмитра 1877р. Стара дзвіниця.
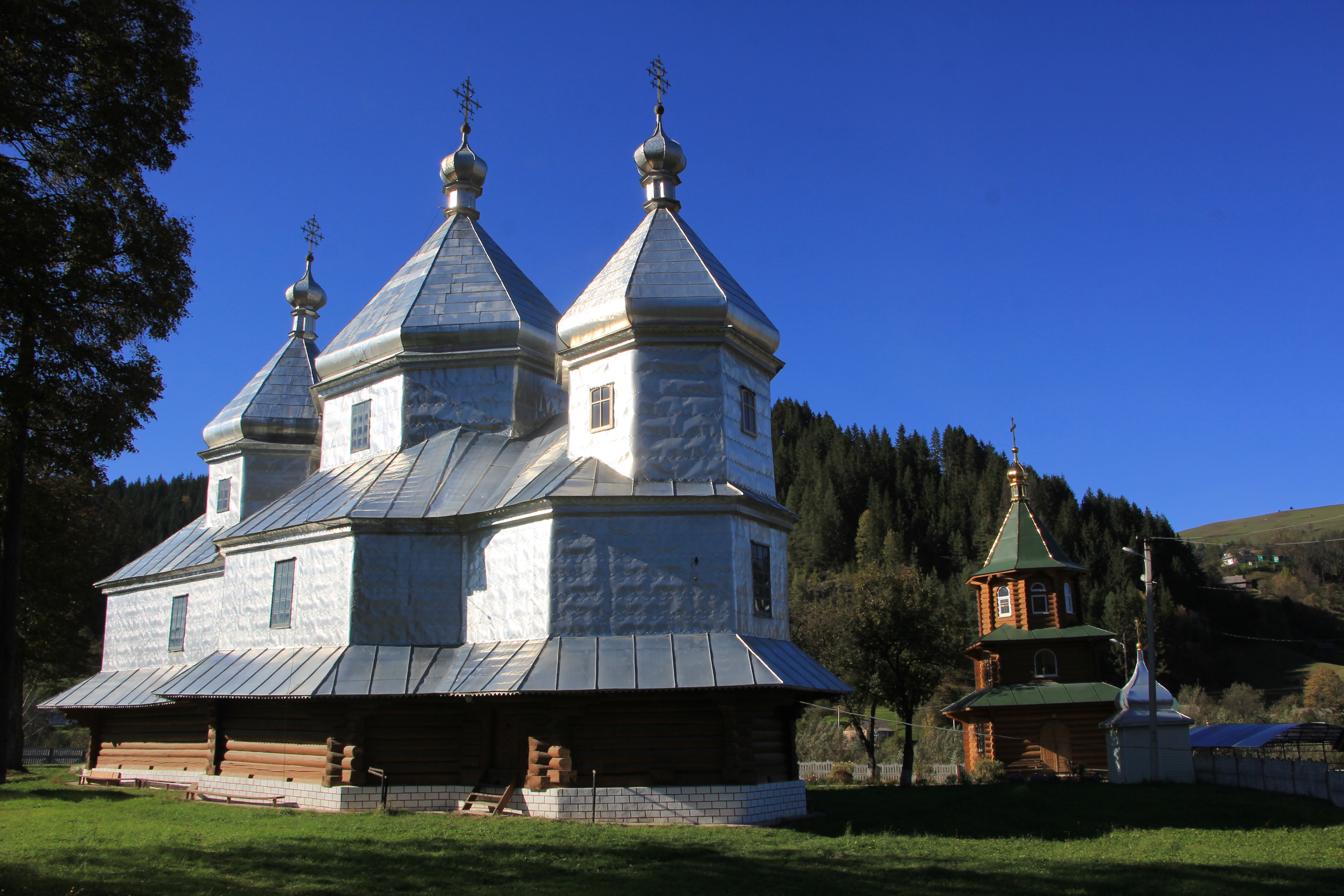
Дерев'яна церква Св. Дмитра 1877р.